# Valea Sicheviței
Valea Sicheviței – wieś w Rumunii, w okręgu Caraș-Severin, w gminie Sichevița. W 2011 roku liczyła 36 mieszkańców. 